# Ostap Bender
Ostap Bender, kultni komični junak ruske književnosti, poznat kao „veliki kombinator“ i snalažljivi opsjenar. Lik je iz pikarskih romana autorskog dvojca Iljf i Petrof, nastalih krajem 1920-ih i početkom 1930-ih.
Kada su 1928. Iljf i Petrof objavili prvo koautorsko djelo, živahni komični roman Dvanaest stolica, njegov protagonist Ostap Bender odmah je stekao golemu popularnost. Iako je na kraju romana ubijen, autori ga oživljuju u nastavku Zlatno tele (1931). On je dopadljivi, snalažljivi prevarant: „Poznavao je 400 relativno zakonitih načina odvajanja stanovništva od njihovog novca“. Izraz „veliki kombinator“ kojim ga se opisivalo postao je fraza u ruskom jeziku. Može označavati prevaranta, ali i poduzetnu osobu. Komične avanture Ostapa Bendera rado su čitane u sovjetskoj i modernoj Rusiji. U nekoliko gradova su mu postavljene statue, a u Odesi (iz koje fiktivno potječe) spomen-ploča.